# Vol British Airways 5390
Le 10 juin 1990, le BAC 1-11 qui assure le vol British Airways 5390, entre Birmingham et Malaga, subit une décompression explosive à l'intérieur du poste de pilotage, en plein vol. 
Celle-ci est due à la perte du pare-brise, dont la fixation avait récemment été refaite de manière défectueuse avec des boulons de taille inadaptée. Le commandant de bord, dont le harnais est alors détaché, est en partie éjecté hors du cockpit de l'avion. Ses pieds, coincés dans le manche, créent un point d'ancrage lui maintenant les jambes dans le cockpit. Il ne peut être ramené complètement à bord durant le vol malgré les efforts répétés des trois agents de bord, dont l'un est sévèrement blessé. Le copilote effectue finalement un atterrissage d'urgence à Southampton.
Aucune victime n'est à déplorer parmi les passagers. Parmi l'équipage, seul le commandant de bord et l'un des agents de bord ont des séquelles. Ce dernier est touché par des engelures aux mains et au visage, un œil étant atteint, et il s'est déboité l'épaule. Bien que le commandant ait été partiellement éjecté de l'avion, il n'est que légèrement blessé avec quelques fractures au bras droit et des engelures.

## Avion et équipage

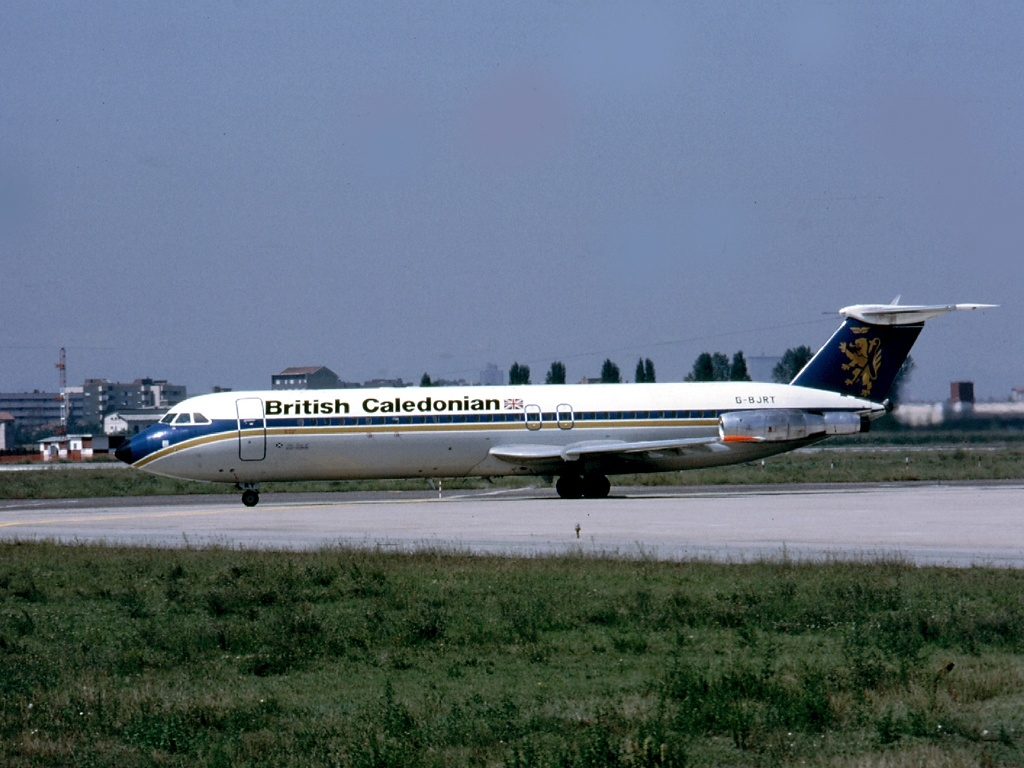
G-BJRT, l'appareil impliqué dans l'accident, alors en service chez British Caledonian, ici à l'aéroport de Milan-Linate en août 1987.

L'appareil impliqué, un BAC 1-11 528FL immatriculé G-BJRT (numéro de série BAC 234) et surnommé « County of South Glamorgan », totalise 37 724 heures de vol au moment de l'accident. Ce biréacteur court/moyen-courrier a volé pour la première fois le 8 février 1971 et a été livré à Bavaria Fluggesellschaft (en) le 26 février de cette année. Il a ensuite été transféré à Bavaria Germanair en 1977, à Hapag-Lloyd Flug en 1979, à British Caledonian en 1981 et enfin à British Airways en 1988. 
Le commandant de bord est Timothy Lancaster (42 ans), qui totalise 11 050 heures de vol, dont 1 075 heures sur BAC 1-11 ; le copilote est Alastair Atchison (39 ans), qui compte 7 500 heures de vol, dont 1 100 sur BAC 1-11. Il y a également quatre membres d'équipage en cabine et 81 passagers à bord de l'avion.

## Circonstances de l'accident
Le vol 5390 décolle à l'heure prévue de 7 h 20, heure locale, avec le copilote aux commandes. À 7 h 33, alors que l'avion se trouve à environ 5 300 mètres (17 300 pieds), une soudaine détonation se produit ; elle est suivie de la formation immédiate d'un nuage de condensation dans toute la cabine. 
Le pare-brise gauche situé en face du pilote vient d'être arraché du cockpit. La perte du pare-brise ayant provoqué une décompression explosive, la violence du courant d'air arrache la porte de séparation entre le cockpit et le reste de l'appareil. 
Le commandant de bord ayant détaché la ceinture de son siège juste quelques instants auparavant, n'a plus aucune protection contre l'intensité de la décompression. Il est alors aspiré à l'extérieur, sans, par chance, être complètement éjecté : ses pieds se retrouvent coincés dans les commandes de vol. La partie haute de son corps se retrouve sur le fuselage du cockpit, à l'extérieur de l'appareil, à plus de 700 km/h et avec un air raréfié à −17 °C. Ses jambes bloquent alors le manche de commande forçant l'appareil en position de piqué pendant de longues minutes.
Le copilote (assis du côté droit de l'avion) choqué, assourdi par le bruit intense et rendu muet pour la même raison, aveuglé par le brouillard de condensation et subissant l'air glacé rentrant à plus de 700 km/h dans le poste de pilotage, tente de reprendre seul le contrôle de l'avion qui, en piqué, prend de plus en plus de vitesse.
Un des agents de bord, Nigel Ogden, découvre la scène en remontant la file des passagers et se précipite sur le commandant pour le retenir et pour tenter de le ramener à l'intérieur. La force du vent est telle que, même à deux, les agents de bord ne peuvent ramener le corps du commandant dans le cockpit. Ogden est légèrement blessé au bras.
Ils se relaient jusqu'à la fin pour l'empêcher d'être aspiré. Le premier agent de bord dégage le manche tandis qu'un deuxième, entré dans la cabine, a le réflexe de dégager la porte brisée étalée sur une partie du tableau de bord.
Lorsque le copilote parvient à reprendre le contrôle de l'avion, il continue à descendre d'urgence vers le niveau de vol 110 (11 000 pieds, 3 350 m) pour éviter la circulation aérienne très dense au-dessus de ce niveau et pour retrouver un niveau d'oxygène respirable puis il réenclenche le pilote automatique.
En raison du bruit occasionné par l'air s'engouffrant dans le cockpit depuis le début, le copilote ne peut rien entendre des réponses des contrôleurs. C'est seulement après avoir réduit la vitesse de l'avion — qui n'est alors plus en piqué — et repris une assiette de vol normale qu'Alistair Atchison peut enfin dialoguer avec les aiguilleurs aériens et demander un atterrissage d'urgence.
Bien que tous pensent le pilote déjà mort (son corps est plaqué contre l'avion, ses yeux sont grands ouverts, du sang coule sur la carlingue), les agents de bord, sur ordre du copilote, continuent à le maintenir par les jambes. Cet ordre a vraisemblablement évité des problèmes encore plus graves, l'éjection du corps pouvant le projeter dans les réacteurs de queue ou sur la dérive et les endommager. 
Les contrôleurs aiguillent le copilote vers Southampton, l'aéroport le plus proche, que le copilote ne connaît pas et sur lequel il ne s'est encore jamais posé. Cela ne l'empêche pas de réaliser un superbe atterrissage à vue sur la piste 02 à 7 h 55, malgré une piste courte de 1 800 m (au lieu des 2 500 m requis normalement, étant donné le surpoids en kérosène très important, l'avion venant à peine de décoller).
Les services d'urgence débarquent alors les passagers et récupèrent le corps du commandant, qui, à la surprise générale, est toujours en vie, inconscient. Il reprend conscience à l'hôpital, souffrant d'une importante hypothermie, de gelures, de contusions, de fractures au bras droit, au pouce gauche et au poignet droit.  
L'un des agents de bord, Nigel Ogden, est donc blessé au bras gauche. Aucun autre passager ou membre d'équipage n'est blessé dans l'avion.  
Le commandant de bord recommence à piloter cinq mois après cet incident.

## Enquête

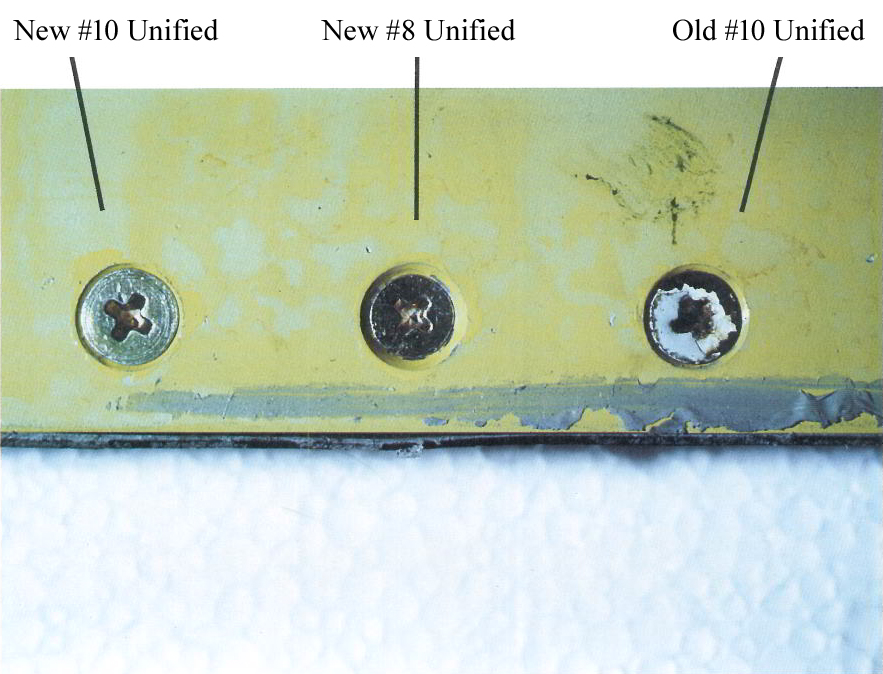
Comparaison du diamètre des vis attachant le pare-brise de l'appareil. Celles du milieu, plus fines, sont celles utilisées sur la vitre qui s'est éjectée durant le vol.

L'enquête est menée par l'Air Accidents Investigation Branch (AAIB). Elle constate que le pare-brise a bien été arraché de son support. Visiblement, la différence de pression entre l'extérieur et l'intérieur de l'avion a été suffisante à 17 300 pieds pour le faire sauter « comme un bouchon de champagne », le BAC 1-11, comme certains avions d'anciennes générations, ayant un pare-brise posé et vissé de l'extérieur.
En consultant le registre de maintenance de l'appareil, les enquêteurs s'aperçoivent que ce pare-brise avait été remplacé 27 heures auparavant et que la procédure avait été approuvée par le responsable de l'atelier de British Airways à Birmingham. Pourtant, il apparait que le diamètre de 84 des 90 boulons de fixation du pare-brise fait 0,7 mm de moins que la normale et que les six autres sont plus courts de 2,5 mm.
En récupérant les anciens boulons dans une poubelle de l'atelier de maintenance, les enquêteurs ont la surprise de constater que 78 des 90 boulons, bien que du bon diamètre, ne sont pas ceux recommandés par le constructeur et sont plus courts de 2,5 mm. Ils avaient été fixés quatre ans plus tôt alors que l'avion n'appartenait pas encore à British Airways.
L'enquête blâme le responsable de la maintenance pour ne pas s'être assuré que les boulons qu'il était allé chercher au magasin de l'atelier étaient bien ceux spécifiés par le constructeur (et ce, malgré la mise en garde du magasinier qui lui avait donné la référence exacte des boulons à employer). Il avait simplement fait une comparaison visuelle entre les boulons qu'il avait enlevés (bon diamètre, mais trop courts) et les boulons disponibles au magasin. Non seulement il n'avait pas un bon élément de comparaison, mais il se trompa et prit une majorité de boulons d'un diamètre inférieur. L'une des raisons de l'enfreinte des procédures est la charge de travail importante de l'ingénieur de maintenance : pour pouvoir terminer son travail dans les temps, il devait aller vite. British Airways est également blâmée pour ne pas avoir inclus une procédure de vérification par une deuxième personne.
Enfin, la direction locale de l'aéroport de Birmingham est également blâmée pour ne pas avoir directement contrôlé les pratiques de travail du chef de la maintenance. Les enquêteurs établissent une liste de treize anomalies qui expliquent la non-conformité constatée, dont la conjonction a permis l'incident : il aurait suffi d'une seule anomalie de moins pour que cet incident ne soit pas possible.
L'enquête a été réalisée d'une manière non standard, l'enquêteur faisant appel à un psychologue comportemental, ce qui a permis d'éclairer d'un jour complémentaire ce qui s'était passé et l'écart aux procédures : le personnel de maintenance était soumis à une forte pression (peu de temps pour effectuer ses tâches), et il est hautement probable que sans cette pression l'ingénieur chargé du remplacement des boulons n'aurait pas autant cherché à gagner du temps. À cette époque ce recours à un psychologue n'était pas prévu dans les procédures légales d'enquête : les éléments correspondants durent être retirés du rapport d'investigation.

## Conséquences

Ruban civil de la Queen's Commendation for Valuable Service.

Le copilote Alastair Stuart Atchison et l'hôtesse de l'air Susan Gibbins ont reçu la Queen's Commendation for Valuable Service in the Air (en) en 1991. Le copilote a également reçu le Polaris Award en 1992, pour sa gestion exceptionnelle du vol.
Le BAC 1-11 impliqué dans l'accident a été réparé et remis en service. En 1993, il a été vendu à Jaro International (en) et a volé pour la compagnie aérienne, jusqu'à ce qu'elle cesse ses opérations en 2001 ; l'avion a par la suite été retiré du service et démoli en 2002.

## Médias
L'accident a fait l'objet d'un épisode dans la série télé Air Crash nommé « Une erreur de taille » (saison 2 - épisode 1).